# Callidiopini
Los calidiopinos (Callidiopini) son una tribu de coleópteros crisomeloideos de la familia Cerambycidae.

## Géneros
Tiene los siguientes géneros:
- Acyrusa - Adrium - Anthribatus - Araespor - Arrhytmus - Bethelium - Bouakea - Caccothorax - Callidiopis - Ceresium - Conoxillus - Conoxilus - Coscinedes - Curtomerus - Dictamnia - Didymocantha - Ectinope - Elegantozoum - Examnes - Falsoibidion - Gelonaetha - Herozoum - Laniferus - Lasiophanes - Linyra - Metacopa - Minutius - Neobethelium - Nesanoplium - Notoceresium - Oemona - Oxymagis - Paphora - Paralocus - Parasalpinia - Porithea - Psylacrida - Salpinia - Sassandria - Semiope - Sidellus - Sisyrium - Stenobrium - Stenodryas - Stenygrinum - Sternangustum - Teocchius - Tethionea - Thephantes - Trinophylum - Wahn - Zarina